# Tritrichomonas caviae
Tritrichomonas caviae (veraltet Trichomonas caviae, Trichomonas flagelliphora) ist ein Einzeller aus der Familie der Trichomonaden, der im Darm von Meerschweinchen vorkommt. Er gehört als Saprobiont vermutlich zur normalen Blinddarmflora, kann aber bei starker Vermehrung zu einer Darmentzündung führen, die als Trichomoniasis bezeichnet wird.

## Merkmale
T. caviae ist birnen-, ei- oder limabohnenförmig und 10–22 µm × 6–11 µm groß. Am vorderen Ende liegt der Flagellum-Komplex mit drei Vordergeißeln, die kürzer als der Körper sind. Am Hinterende befindet sich eine Schleppgeißel mit undulierender Membran. Der Parabasalkörper ist stabförmig. Der Achsenstab (Axostyl) wölbt sich leicht über den Körper vor und wird dort von zwei bis drei farbigen Ringen umgeben. Der Zellkern ist groß, oval und enthält ein Kernkörperchen. Das Cytoplasma enthält Granula und Vakuolen.

## Vorkommen
T. caviae kommt weltweit vor. Über die Vorkommenshäufigkeit bei gesunden Tieren gibt es widersprüchliche Angaben zwischen 12 und 85 %. Innerhalb des Darmkanals besiedelt der Einzeller vor allem den Blinddarm, zum Teil auch das Ileum und Jejunum.